# Vitorlázás az 1932. évi nyári olimpiai játékokon
Az 1932. évi nyári olimpiai játékokon a vitorlázásban négy számot bonyolítottak le.

## Éremtáblázat
(A rendező ország csapata eltérő háttérszínnel, az egyes számoszlopok legmagasabb értéke, vagy értékei vastagítással kiemelve.)
| Az 1932. évi nyári olimpiai játékok éremtáblázata vitorlázásban | Az 1932. évi nyári olimpiai játékok éremtáblázata vitorlázásban | Az 1932. évi nyári olimpiai játékok éremtáblázata vitorlázásban | Az 1932. évi nyári olimpiai játékok éremtáblázata vitorlázásban | Az 1932. évi nyári olimpiai játékok éremtáblázata vitorlázásban | Olimpia  |
| --------------------------------------------------------------- | --------------------------------------------------------------- | --------------------------------------------------------------- | --------------------------------------------------------------- | --------------------------------------------------------------- | -------- |
|                                                                 | Ország                                                          | Arany                                                           | Ezüst                                                           | Bronz                                                           | Összesen |
| 1.                                                              | Egyesült Államok (USA)                                          | 2                                                               | 1                                                               | 0                                                               | 3        |
| 2.                                                              | Svédország (SWE)                                                | 1                                                               | 0                                                               | 1                                                               | 2        |
| 3.                                                              | Franciaország (FRA)                                             | 1                                                               | 0                                                               | 0                                                               | 1        |
|                                                                 |                                                                 |                                                                 |                                                                 |                                                                 |          |
| 4.                                                              | Kanada (CAN)                                                    | 0                                                               | 1                                                               | 1                                                               | 2        |
| 5.                                                              | Nagy-Britannia (GBR)                                            | 0                                                               | 1                                                               | 0                                                               | 1        |
| 5.                                                              | Hollandia (NED)                                                 | 0                                                               | 1                                                               | 0                                                               | 1        |
|                                                                 |                                                                 |                                                                 |                                                                 |                                                                 |          |
| 7.                                                              | Spanyolország (ESP)                                             | 0                                                               | 0                                                               | 1                                                               | 1        |
|                                                                 |                                                                 |                                                                 |                                                                 |                                                                 |          |
| Összesen                                                        | Összesen                                                        | 4                                                               | 4                                                               | 3                                                               | 11       |

## Érmesek
| Az 1932. évi nyári olimpiai játékok érmesei vitorlázásban | | |                                                                                           |
| Versenyszám                                               | Arany | Ezüst | Bronz                                                                                     |
| Finn dingi                                                | Jacques Lebrun · Franciaország (FRA) | Bob Maas · Hollandia (NED) | Santiago Amat · Spanyolország (ESP)                                                       |
| Csillaghajó                                               | Egyesült Államok (USA) · Jupiter · Gilbert Gray · Andrew Libano | Nagy-Britannia (GBR) · Joy · George Colin Ratsey · Peter Jaffe                                                                                   | Svédország (SWE) · Swedisk Star · Gunnar Asther · Daniel Sundén-Cullberg                  |
| 6 méter                                                   | Svédország (SWE) · Bissbi · Tore Holm · Martin Hindorff · Olle Åkerlund · Åke Bergqvist | Egyesült Államok (USA) · Gallant · Robert Carlson · Temple Ashbrook · Frederic Conant · Charles Smith · Donald Wills Douglas, Jr. · Emmett Davis | Kanada (CAN) · Caprice · Philip Rogers · Gerald Wilson · Gardner Boultbee · Kenneth Glass |
| 8 méter                                                   | Egyesült Államok (USA) · Angelita · John Biby · William Cooper · Carl Dorsey · Owen Churchill · Robert Sutton · Pierpont Davis · Alan Morgan · Alphonse Burnand · Thomas Webster · John Huettner · Richard Moore · Kenneth Carey | Kanada (CAN) · Santa Maria · Ernest Cribb · Harry Jones · Peter Gordon · Hubert Wallace · Ronald Maitland · George Gyles                         | Nem adták ki.                                                                             |